# مالیبو
مالیبو (‎/məˈliːbuː/‎) یک لیکور طعم‌دار نارگیلی است که با رام سفید تهیه می‌شود و دارای محتوای الکلی به حجم ۲۱٫۰٪ (۴۲ پروف) است. از سال ۲۰۰۵ برند مالیبو تحت مالکیت پرنود ریکارد قرار دارد که آن را «رام طعم‌دار» می‌نامد، جایی که این نامگذاری توسط قوانین محلی مجاز است.

## تاریخچه
محصول مالیبو در سال ۱۹۷۸ توسط تام جاگو از شرکت بین‌المللی تقطیر و شراب‌سازی ایجاد شد و در ابتدا از عرق میوه تهیه می‌شد که با رام و طعم‌دهنده نارگیل در کوراسائو طعم‌دار شده بود. در ابتدا، این محصول برای ساده‌سازی تهیه پینا کولادا توسط متصدی بارها استفاده می‌شد. وقتی این محصول محبوب شد، تولید آن به باربادوس منتقل گردید، جایی که روم توسط کارخانه تقطیر رام هند غربی با مسئولیت محدود تولید می‌شود و کیفیت مواد اولیه استفاده شده بهبود یافت.
این برند در سال ۲۰۰۲ توسط دیاجیو به آلاید دومک به قیمت ۵۶۰ میلیون پوند (۸۰۰ میلیون دلار) فروخته شد. در سال ۲۰۰۵، شرکت فرانسوی پرنود ریکارد آلاید دومک را به قیمت ۱۴ میلیارد دلار خریداری کرد. این معامله به این معنی بود که پرنود ریکارد تعدادی از برندهای نوشیدنی الکلی از جمله رام مالیبو را به دست آورد. مالیبو سپس در سال ۲۰۰۵ با مجموعه برندهای شرکت ابسولوت ادغام شد.

## بازاریابی

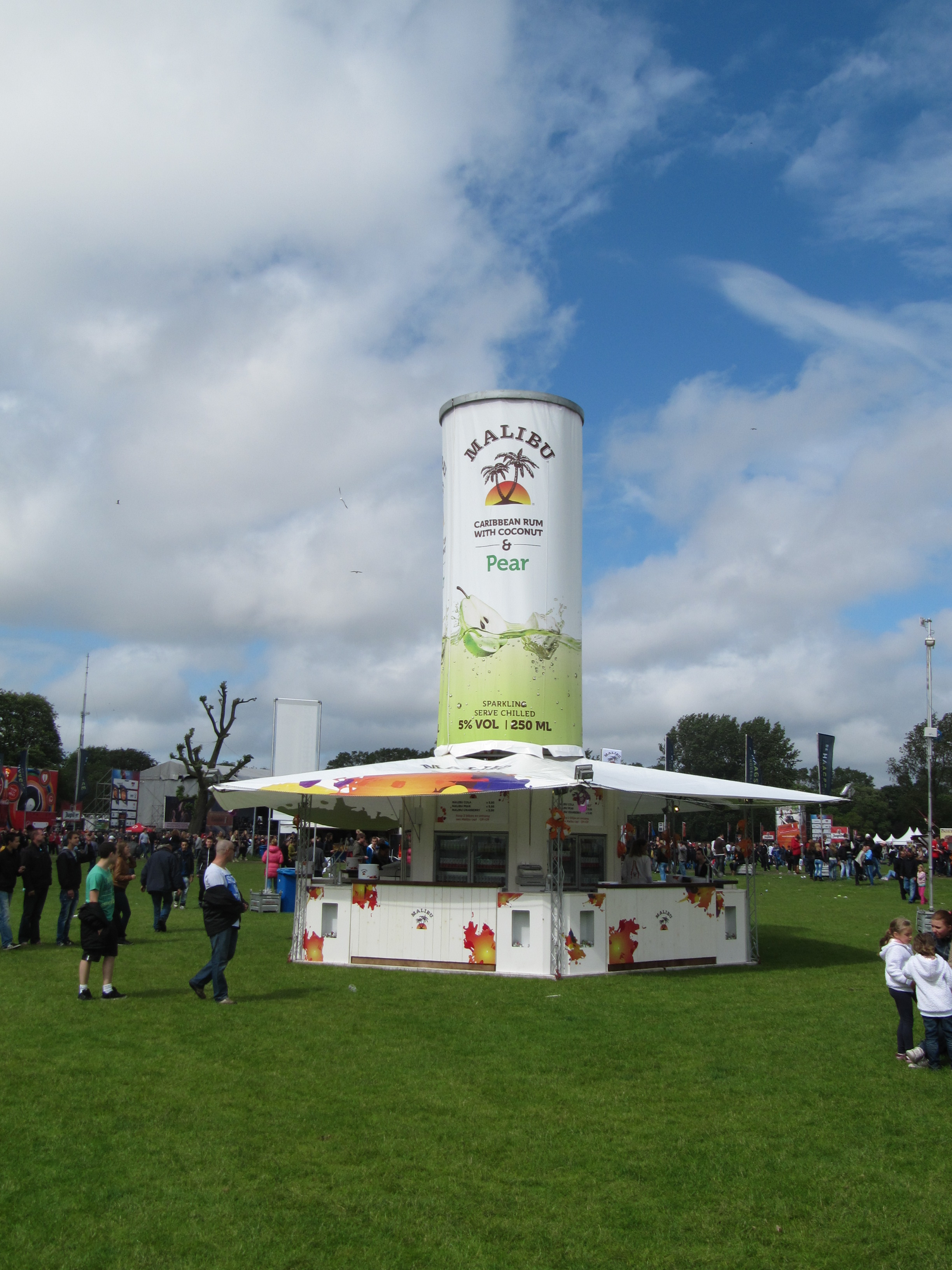
تبلیغات مالیبو، پارک‌پاپ

کمپین‌های تبلیغاتی گذشته این برند، آن را به عنوان «به شدت آسان‌گیر» معرفی کرده و معمولاً شامل افرادی از کارائیب هستند که به زندگی به صورت جدی نگاه می‌کنند. این تمرکز کارائیبی در تبلیغات مالیبو در تضاد با این واقعیت است که شهری که نام آن را گرفته، در کالیفرنیا و نه در منطقه کارائیب واقع شده است.
از سال ۲۰۱۴، کمپین تبلیغاتی به سمت ایده‌ای تغییر یافته است که مالیبو مردم را به داشتن «بهترین تابستان عمرشان» تشویق می‌کند، با یک کمپین یوتیوب و تبلیغات تلویزیونی که تفاوت بین «تابستان تو در مقابل بقیه سال تو» را نشان می‌دهد. در سال ۲۰۱۶، مالیبو یک کمپین اینترنتی با یک وب‌سایت تجارت الکترونیک و از طریق هشتگ #Malibu آغاز کرد.
در سال ۲۰۲۲، مالیبو یک موقعیت برند جهانی جدید با شعار «هر چیزی که خوب به نظر می‌رسد را انجام بده» را معرفی کرد.
در اوت ۲۰۲۴، مالیبو با انجمن نجات زندگی سلطنتی بریتانیا (RLSS UK) و قهرمان المپیکی بریتانیا تام دیلی به عنوان بخشی از کمپین "بنوش، شیرجه نزن" همکاری کرد. دیلی مجموعه‌ای از لباس شنا، عینک آفتابی، کلاه سطلی و دمپایی را طراحی و مدل‌سازی کرد تا برای RLSS UK بودجه جمع‌آوری کند و آگاهی از خطرات شنا کردن بعد از نوشیدن را افزایش دهد. مالیبو و RLSS UK همکاری خود را با دیلی در کریسمس ۲۰۲۴ تکرار کردند، با طراحی یک ژاکت بافتنی کریسمس بافتنی که نوشته "بنوشید، نرانید" را داشت تا آگاهی از خطرات رانندگی در حالت مستی را افزایش دهد.

## انواع
نسخه اصلی رام مالیبو با طعم نارگیل طعم‌دار شده است. نسخه‌های مختلفی از رام مالیبو در بازار جهانی وجود دارد که با میوه‌های گرمسیری مختلفی مانند موز، آناناس، میوه گل ساعتی، ملون جزیره‌ای و انبه طعم‌دار شده‌اند. علاوه بر این، یک ترکیب با نعناع وجود دارد که به عنوان مالیبو فرش شناخته می‌شود، نسخه‌ای که با تکیلا مخلوط شده و به عنوان مالیبو رد معروف است، و یک نسخه با قدرت دو برابر به نام مالیبو بلک وجود دارد که یک لیکور بر پایه رام با ۳۵٪ الکل بر حسب حجم (ABV) است که رام تیره و لیکور طعم‌دار شده با نارگیل اصلی را ترکیب می‌کند.